# 余虹
余虹（1957年2月—2007年12月5日），中国四川人，中国人民大学中文系教授、博士生导师、国家重点学科文艺学学科带头人，比较文学研究所所长，中国文艺理论学会副会长，人大复印资料《文艺理论》主编，学术辑刊《问题与立场》主编。
余在四川大学获得硕士学位，在暨南大学获得博士学位，1999年，在复旦大学完成博士后研究，次年年底赴澳大利亚悉尼大学任访问学者。2001年回国后被海南大学和上海师范大学同时聘为教授，兼任海南大学文学院院长。2002年，余调入人民大学。2007年年底，余在北京坠楼自杀身亡。